# Perl Mongers
Perl Mongersは、国際的なPerlユーザーグループの緩やかなつながりを指す。世界中にPerl Mongersのユーザーグループが存在している。

## 概要
Perl MongersはニューヨークPerl Mongersとして1998年に最初のPerlグループとしてbrian d foyによって設立された。2番目のPerl MongersグループはChris Nandorによってボストンで開始された。
1998年には2回目のO'ReillyのPerl Conferenceで100を超えるPerlユーザーグループを作成する援助がなされた。2005年には、178を超えるPerlのユーザーグループが記録されている。

## 日本のPerl Mongers
日本においても多くの都市にPerl Mongersが存在している。
- Hokkaido.pm - 北海道のPerlモンガーズ
- Niigata.pm - 新潟のPerlモンガーズ
- Shibuya,pm - 渋谷(東京都)のPerlモンガーズ
- hachioji.pm - 八王子(東京都)のPerlモンガーズ
- Yokohama.pm - 横浜のPerlモンガーズ
- Nagoya.pm - 名古屋のPerlモンガーズ
- Kyoto.pm - 京都のPerlモンガーズ
- Kansai.pm - 関西のPerlモンガーズ
- fukuoka.pm - 福岡のPerlモンガーズ